# Gorilla Biscuits
Gorilla Biscuits és una banda de hardcore punk procedent de Nova York formada per Anthony «Civ» Civarelli, Walter Schreifels, Arthur Smilios, Alex Brown i Luke Abbey.

## Història
La història de la banda comença quan Nick Drysdale i Arthur Smilios coneixen a Anthony Civarelli, ja que els tres estudiaven al mateix institut. Els seguidors de grups com Agnostic Front es van convertir en assidus dels concerts punk de la mítica sala CBGB. Allí es van fer amics d'altres punk com els integrants de la banda Youth of Today Ray Cappo i John Porcelly, el qual també formaria part de Gorilla Biscuit.
Arthur va tractar de formar una banda de hardcore i va demanar a Civarelli que en fos el vocalista.
Els membres de la banda Token Entry els van organitzar
un concert, però la banda encara estava
sense nom. En necessitar un nom per al
promotor es van decidir per Gorilla Biscuits. El
nom provenia d'una droga molt comuna
a la zona que per la seva grandària i aparença
era coneguda com a «merda de mico» o «Gorilla
Biscuits». Encara que al principi no tenien
cap intenció de continuar amb aquest nom
per al grup, al final van decidir adoptar-lo.
La banda gravaria les seves primeres demos en
molt baixa qualitat, que ells mateixos es van ocupar de
vendre i també dissenyarien
les seves primeres samarretes amb la imatge d'un goril·la
fent skate que es convertiria en la icona
del grup.
El 1988 la discogràfica Revelation Records
inclou la cançó del grup «Better
Than You» i poc després els publica un EP de nom homònim
que en poc temps es va convertir en un èxit
en l'escena hardcore.
Després de girar per Estats Units i Europa, graven
el 1989 el seu únic disc d'estudi titulat
Start Today. En aquest disc trobem
una memorable col·lecció de cançons en
les quals imprimeixen les melodies que caracteritzen la banda. I és que només els bastà aquest gran disc
per convertir-se en una de les bandes més estimades
i admirades del hardcore i per ser un dels
grups més relacionats amb el moviment straight edge.

## Formació actual
- Anthony Civarelli: veu
- Walter Schreifels: guitarra
- Arthur Smilios: baix
- Luke Abbey: bateria
- Charlie Garriga: guitarra

## Discografia
| Títol                                     | Any  | Notes | Label              |
| ----------------------------------------- | ---- | --- | ------------------ |
| Demo                                      | 1987 | [ 4 ] | 99 Records         |
| Gorilla Biscuits                          | 1988 | Primer LP | Revelation Records |
| Start Today                               | 1989 | El seu segon i últim disc abans de dissoldre's | Revelation Records |
| Having A Great Time... Wish You Were Here | 1991 | Últim directe | Checkpoint Records |
| A Puzzle of 38 Pieces                     | 1990 | Bootleg | Deny Everything    |
| Walter Sings the Hits                     | 1993 | Bootleg, conté una versió completa del 12" Start Today (amb Walter a les veus en lloc de Civ), Moondog 7", Live In Germany 7", Live At The Safari Club 7", Demo '87 7" i Demo '86 7" (Publicat a Alemanya) | Sense segell       |
| Live At CBGB =8/14/05                     | 2005 | Bootleg | ?                  |
| 2 Song 7-inch                             | 2006 | Venut durant la gira de reunió de 2006. Només se'n venien 20 còpies a cada parada. Contenia dues noves cançons compostes per la formació original                                                          | Autoedició         |

## Recopilatoris
- New York City Hardcore: Together (1987, Revelation Records)
- New York City Hardcore: The Way It Is (1988/1992, Revelation Records)
- Where the Wild Things Are (1989, Blackout Records)
- Threat: Music That Inspired The Movie (2006, Kings Mob Productions)